# 格登 (阿肯色州)
格登（Gurdon）是美国阿肯色州克拉克县的一座城市。於十九世紀建立。
根据2000年美国人口普查，該地人口為2,276人，其中白人占60.24%、非裔美国人占35.76%。